# Ángeles Suárez
Ángeles Suárez (1971) es una deportista española que compitió en halterofilia. Ganó una medalla de bronce en el Campeonato Europeo de Halterofilia de 1990, en la categoría de 44 kg.

## Palmarés internacional
| Campeonato Europeo | Campeonato Europeo              | Campeonato Europeo | Campeonato Europeo |
| Año                | Lugar                           | Medalla            | Categoría          |
| ------------------ | ------------------------------- | ------------------ | ------------------ |
| 1990               | Santa Cruz de Tenerife (España) | Medalla de bronce  | 44 kg              |